# A7 (Kazakistan)
La Strada nazionale A7 è una strada del Kazakistan.

## Descrizione
La strada A7 è una delle principali strade a pagamento del Kazakistan e si estende per circa 132 chilometri da nord a sud attraverso il Kyzylkum. Inizia a nord a Ušaral e attraversa numerose città e regioni del Kazakistan, prima di terminare a Dostyk, al confine con la Cina.
La strada A7 è una delle principali rotte commerciali del Kazakistan ed è utilizzata per il trasporto di merci e passeggeri. È anche una delle strade più importanti per il turismo, poiché attraversa numerose attrazioni naturali, come il deserto di Kyzylkum e le montagne di Tien Shan.
La strada, nella maggior parte del percorso è una moderna strada a una, eccezionalmente due corsie per carreggiata, che attraversa numerose zone urbane e rurali, con numerosi ponti e gallerie moderne. In alcune zone la strada è ben tenuta e la guida risulta sicura, mentre in altre parti la qualità della strada può variare notevolmente, addirittura con un tratto sterrato.

## Storia
Il percorso segue un tronco della strada A355 ex-sovietica. Nell'ambito della ristrutturazione e della modernizzazione del sistema stradale kazako, nel 2011 è stata attribuita a questa strada la denominazione A7.

## Percorso
La A7, da Ušaral, conduce al confine con la Cina, al villaggio di Dostyk, dove si trova una dogana importante per i turisti e i lavoratori, poiché non è molto trafficata, ma si parla sempre di ore di attesa.